# جنیفر ندلز
جنیفر ندلز (به انگلیسی: Jennifer Nettles) (متولد ۱۲ سپتامبر ۱۹۷۴)، خواننده آمریکایی سبک کانتری و خواننده اصلی شوگرلند است.